# Famitsu
Famitsu (ファミ通, que s'abrevia per kana japonès com a Fami), és una revista japonesa de videojocs publicat per Enterbrain, Inc. Actualment,  n'hi ha cinc versions. Weekly Famitsu, Famitsu PS2, Famitsu Xbox, Famitsu Cube and Advance, i Famitsu Wave DVD.

## Weekly Famitsu
Weekly Famitsu (週刊ファミ通, Shukan Famitsū) és considerat la revista sobre videojocs més important i respectat al Japó. Se centra en l'anàlisi de videojocs, a més de donar notícies sobre la indústria dels videojocs. La revista es deia abans Famicom Tsuushin (ファミコン通信). Famicon és el nom de la consola de Nintendo de 8 bits al Japó (als Estats Units i Europa es deia NES (Nintendo Entertainment System) i tsūshin és la paraula japonesa de notícies. La primera edició va ser publicada el 1986 (el 2006, Famitsu Cube and Advance és l'encarregada dels jocs de Nintendo). Weekly Famitsu es ven els divendres amb una quantitat de 800.000 compradors.

## Les altres publicacions
Famitsu publica altres revistes dedicades a una consola en particular Famitsu PS informa sobre notícies de PlayStation 2 i PlayStation Portable. Famitsu DS, Cube and Advance informa sobre notícies de Nintendo DS, GameCube i Game Boy Advance mentre que Famitsu Xbox, la menys popular, informa sobre notícies d'Xbox 360 i Xbox.
Famitsu Wave DVD (ファミ通 Wave DVD) és una publicació mensual. Cada revista inclou un disc DVD (en regió 2 NTSC) amb vídeos i anàlisi de videojocs. La revista es deia al principi "GameWave DVD".
Als inicis de la PlayStation, PlayStation Tsushin va ser publicada però més tard es va canviar el seu nom per Famitsu PS.

## Top 100
El març del 2006, els lectors de la revista japonesa "Famitsu" van votar als seus 100 videojocs preferits de tota la vida (Full list). El top ten creat pels fans va ser el següent:
1. Final Fantasy X (2001)
2. Final Fantasy VII (1997)
3. Dragon Quest III (1988)
4. Dragon Quest VIII (2004)
5. Machi (1998)
6. Final Fantasy IV (1991)
7. Tactics Ogre (1995)
8. Final Fantasy III (1990)
9. Dragon Quest VII (2000)
10. The Legend of Zelda: Ocarina of Time (1998)

Com es pot observar, els japonesos tenen una clara predilecció pels videojocs de rol i, sobretot, per les sagues japoneses, principalment la de Dragon Quest i Final Fantasy.

## Puntuació
Un videojoc és analitzat a Famitsu per un total de quatre analistes. Cada analista s'encarrega de puntuar amb una nota entre un i deu (sent deu el millor). El resultat dels quatre redactors són sumats el que forma la puntuació amb un màxim de quaranta. Els redactors de la revista Famitsu són considerats com a bastants durs en les seves puntuacions, encara que últimament les mitjanes de les anàlisis han pujat. Algunes notes van suscitar gran controvèrsia, va ser considerada de favoritisme cap a grans companyies del mercat, com la nota que va obtenir Dirge of Cerberus (el joc va ser analitzat tres setmanes després del llançament segons les remors forçades per Square Enix a causa de la dolenta nota que rebria 24/40). Queda extremadament difícil que un joc rebi la puntuació màxima dels redactors de Famitsu. Famitsu Wave DVD no qualifica els jocs.
Només vuit jocs han rebut la nota màxima de 40/40. Per ordre cronològic, són: 
1. The Legend of Zelda: Ocarina of Time (Nintendo, per Nintendo 64)
2. Soul Calibur (Namco, per Dreamcast)
3. Vagrant Story (Squaresoft, per PlayStation)
4. The Legend of Zelda: The Wind Waker (Nintendo, per Nintendo GameCube)
5. Nintendogs (Nintendo, per Nintendo DS)
6. Final Fantasy XII (Square Enix, per PlayStation 2)
7. Super Smash Bros. Brawl (Nintendo, per a Wii)
8. Metal Gear Solid 4 (Konami, per a PlayStation 3)

Els videojocs que van rebre una nota a prop de la perfecta, 39, són:
1. The Legend of Zelda: A Link to the Past (Nintendo, per Super Famicom)
2. Virtua Fighter 2 (Sega, per Saturn)
3. Ridge Racer Revolution (Namco, per PlayStation)
4. Super Mario 64 (Nintendo, per Nintendo 64)
5. Tekken 3 (Namco, per PlayStation)
6. Cyber Troopers Virtual On Oratorio Tangram (Sega, per Dreamcast)
7. Gran Turismo 3: A-Spec (Sony Computer Entertainment, per PlayStation 2)
8. Final Fantasy X (Square Company, per PlayStation 2)
9. Biohazard (Capcom, per Nintendo GameCube)
10. Dragon Quest VIII (Square Enix, per PlayStation 2)
11. Gran Turismo 4 (Sony Computer Entertainment, per PlayStation 2)
12. Metal Gear Solid 3: Subsistence (Konami, per PlayStation 2)
13. Kingdom Hearts II (Square Enix i Buena Vista Games, per PlayStation 2)
14. Dead or Alive 4 (Tecmo, per Xbox 360)
15. Ōkami (Capcom, per PlayStation 2 i Wii)
16. Gears of War (Epic, per Xbox 360)